# オールド・デビル・ムーン
「 オールド・デビル・ムーン 」（Old Devil Moon）は、1947年のミュージカル「フィニアンの虹」のイップ・ハーバーグが歌った、バートン・レーンが作曲のポピュラーソング。ブロードウェイのショーでエラ・ローガンとドナルド・リチャーズによって紹介された。この曲のタイトルは、1934年のミュージカル「LifeBegins at8：40」でHハーバーグがハラルドアーレン、アイラ・ガーシュウィンと一緒に書いた「FuntoBeFooled」のフレーズに由来している。
1968年の映画版では、この曲はドン・フランクスとペトゥラ・クラークによって演奏された。 

## その他のアーティストによる収録
- マイルス・デイヴィス[2]
- フランク・シナトラ
- ナンシー・シナトラ
- ジミー・スミス
- オスカー・ピーターソン
- ソニー・ロリンズ
- チェット・ベイカー
- アニタ・オデイ
- トニー・ベネット[3]
- ジュディ・ガーランド
- カーメン・マクレエ
- ペギー・リー
- サラ・ヴォーン
- J・J・ジョンソン